# Каблешково
Каблешково (болг. Каблешково) — город в Болгарии. Находится в Бургасской области, входит в общину Поморие. Население составляет 2963 человека (2022).

## История
До 1934 года село называлось Даутлий, затем Каблешково.
Во время второй мировой войны село Каблешково стало одним из центров партизанского движения (организаторами которого стали Атанас Манчев, Иван Немцов и Иовчо Желев) - 46 жителей села вступили в партизанский отряд «Народен юмрук», ещё 12 – стали ятаками. Из числа жителей села - участников движения Сопротивления 28 погибли, ещё 19 - были арестованы и осуждены на различные сроки тюремного заключения, 16 - отправлены в концентрационные лагеря. 11 мая 1944 года село было сожжено. После войны по решению правительства Народной Республики Болгария село было полностью отстроено.
С 1959 года Каблешково стало городом.

## Политическая ситуация
В местном кметстве Каблешково, в состав которого входит Каблешково, должность кмета (старосты) исполняет Елена Чернева Бояджиева (Порядок, законность и справедливость (РЗС)) по результатам выборов.
Кмет (мэр) общины Поморие — Петыр Георгиев Златанов (независимый) по результатам выборов.

## Известные уроженцы
- Манчев, Атанас (1921—1944) — болгарский поэт.

## Фото
- Школа (училище имени Паисия Хилендарски)
- Церковь
- Читалиште имени Атанаса Манчева